# Мориарти, П. Х.
Патрик Х. Мориарти (англ. Patrick H. Moriarty), также известен как П. Х. Мориарти (англ. P. H. Moriarty; 23 сентября 1938, Лондон — 2 февраля 2025) — британский актёр, наиболее известен ролями Харри «Топора» в фильме «Карты, деньги, два ствола» и Рэйзорса в фильме «Долгая Страстная пятница».

## Биография
Родился в Лондоне, однако имеет ирландские корни. Перед тем, как стать актёром, работал боксёром и, позднее, портовым грузчиком в коммерческих доках Суррея. Однажды его в одном из доков заметил продюсер Тони Гарнетт, снимавший в районе доков эпизод сериала «Закон и порядок», и предложил Мориарти попробовать себя в актёрстве. Мориарти сыграл второстепенные роли в фильмах «Квадрофения» и «Отбросы», но известность приобрёл после фильма «Долгая Страстная пятница», получив также приглашение в актёрский состав хоррора «Челюсти 3».
Он также известен по роли бандита Харри «Топора» в фильме «Карты, деньги, два ствола», где его персонаж выигрывает у главного героя в карты, после чего тот оказывается ему должен 500 000 фунтов.
Умер 2 февраля 2025 года в Лондоне в возрасте 86 лет.

## Фильмография
| Год  | Фильм                                              | Роль                   | Примечание  |
| ---- | -------------------------------------------------- | ---------------------- | ----------- |
| 1979 | Квадрофения                                        | бармен                 |             |
| 1979 | Отбросы                                            | мистер Хант            |             |
| 1979 | Чувство свободы                                    | надзиратель тюрьмы     |             |
| 1980 | Мерзавцы                                           | полицейский            | телефильм   |
| 1980 | Долгая Страстная пятница                           | Рэйзорс                |             |
| 1981 | Чужая земля                                        | Наёмный убийца         |             |
| 1983 | Челюсти 3                                          | Джек Тэйт              | [ 9 ]       |
| 1983 | Отмщение                                           | Сили                   |             |
| 1990 | Дорогая Сара                                       | надзиратель Динс       | телефильм   |
| 1992 | Чаплин                                             | чиновник               |             |
| 1992 | Игры патриотов                                     | охранник в суде        |             |
| 1998 | Карты, деньги, два ствола                          | Гарри «Топор» Лонсдейл |             |
| 2000 | Дюна                                               | Гурни Халлек           | мини-сериал |
| 2003 | Дети Дюны                                          | Гурни Халлек           | мини-сериал |
| 2005 | Предельная глубина                                 | шеф                    |             |
| 2007 | Тайна рукописи                                     | Д. И. Уиллис           |             |
| 2014 | Призраки Гарри Пэйна: Зло не умрёт никогда         | Юджин МакКенн          |             |
| 2021 | Восхождение пехотинца. Начало: История Тони Такера | Иан Джервис            | телесериал  |